# Peștera Muierilor
Peștera Muierilor, o Peștera Muierii (en romanès vol dir "La cova de les dones" o "La cova de la dona"), és un elaborat sistema de coves situat a la comuna de Baia de Fier, al comtat de Gorj (Romania). Conté abundants restes d'ós rupestres, a més d'un crani humà. El crani data de 30.150 ± 800, cosa que indica una edat absoluta entre 40.000 i 30.000 BP. Es va descobrir el 1952. Juntament amb restes similars trobades a la cova de Cioclovina (des del ca. 29.000 BP), es troben entre els humans moderns més antics de la prehistòria romanesa.
El crani humà és el d'una dona amb trets humans anatòmicament evidents, que inclouen un front alt, mandíbula petita i una petita cresta superciliar. Malgrat l'alta volta del crani, l'os occipital forma una cúpula diferent, un tret normalment associat als neandertals. Els ossos facials en gran part intactes indiquen una dona amb "trets accidentats". Aquest mosaic de trets presenta miralls que es troben a la troballa Peștera cu Oase, que indica una possible barreja neandertal o trets generalment robusts (arcaics) (o tots dos). La data inicial fa que la troballa es pugui fer referència al primer grup de troballes de cromanyons.
Sobre la base de la datació per radiocarboni i també l'anàlisi en el context arqueològic, alguns investigadors van plantejar la hipòtesi de l'associació d'aquests ossos amb cromanyons i la cultura arqueològica de l'aurinyacià. Altres esmenten la possibilitat que aquestes troballes poguessin pertànyer a una determinada cultura regional dels Carpats meridionals, del període del Paleolític mitjà final i paleolític superior inicial.

## Anàlisi d'ADN
Al lloc es van trobar restes de tres individus. En un estudi del 2016, els investigadors van extreure l'ADN de dos molars superiors d'un dels tres individus, Peştera Muierii 1 (35.000 BP), i van confirmar que l'individu era un ésser humà totalment modern; L'anàlisi d'ADN mostra que Peştera Muierii 1 prové d'un llinatge basal Haplogroup U6 * desconegut fins ara. Com que Haplogroup U6 és avui comú al nord d'Àfrica, els investigadors creuen que el llinatge U6 al nord d'Àfrica va ser el resultat de la migració de l'Àsia occidental al nord d'Àfrica. Els investigadors també van extreure ADN de l'os temporal de Peştera Muierii 2 (33.000 BP). Aquest individu també prové del mtDNA basal Haplogroup U6 i es va confirmar que era una femella.